# Tropidechis carinatus
Tropidechis carinatus — вид отруйних змій родини аспідових (Elapidae). Ендемік Австралії. Це єдиний представник монотипового роду Tropidechis.

## Поширення і екологія
Tropidechis carinatus мешкають на східному узбережжі Австралії, від центрального узбережжя Нового Південного Уельсу до південно-східного Квінсленда. Ізольована популяція мешкають на узбережжі Квінсленду між Куктауном і Таунсвіллем. Вони живуть в тропічних і субтропічних лісах, на деревах, кущах і ліанах. Ведуть нічний спосіб життя. Живляться жабами, ящірками, дрібними птахами і ссавцями.